# 俄罗斯肉质叶蒿
俄罗斯肉质叶蒿（学名：Artemisia succulenta）为菊科蒿属的植物。分布在俄罗斯以及中国大陆的新疆等地，生长于海拔1,000米至1,380米的地区，见于山间凹地、低湿沼泽或田边。